# Élections sénatoriales françaises de 1929
Les élections sénatoriales françaises de 1929 se déroulent le 20 octobre 1929 et ont pour but de renouveler la série A du Sénat et de deux sièges vacants.

## Résultats
|                        |                                                                           |                 |                |               |  |  |
| Groupes parlementaires | Groupes parlementaires                                                    | Sièges sortants | Sièges obtenus | Sièges totaux |  |  |
|                        | Groupe socialiste (SFIO)                                                  | 2               | 2              | 16            |  |  |
|                        | Groupe de la Gauche démocratique, radicale et radicale-socialiste (GDRRS) | 55              | 56             | 150           |  |  |
|                        | Groupe Union démocratique et radicale (UDR)                               | 6               | 8              | 34            |  |  |
|                        | Groupe de l'Union Républicaine (UR)                                       | 23              | 17             | 71            |  |  |
|                        | Groupe de Gauche Républicaine (GR)                                        | 6               | 4              | 20            |  |  |
|                        | Groupe de la Droite (DR)                                                  | 0               | ?              | 9             |  |  |
|                        | Non-inscrits                                                              | 4               | 8              | 12            |  |  |
|                        |                                                                           |                 |                |               |  |  |
| Total                  | Total                                                                     | 96              | 95             | 315           |  |  |

### Par tendances politiques
| Tendances politiques | Tendances politiques                                 | Sièges sortants | Sièges obtenus | Sièges totaux |
| -------------------- | ---------------------------------------------------- | --------------- | -------------- | ------------- |
|                      | Républicains                                         | 15              | 15             |               |
|                      | Républicains de gauche                               | 21              | 14             |               |
|                      | Radicaux indépendants                                | 9               | 12             |               |
|                      | Radicaux-socialistes                                 | 39              | 42             |               |
|                      | Républicains socialistes et socialistes indépendants | 11              | 11             |               |
|                      | Socialistes                                          | 2               | 3              |               |
| Total                | Total                                                | 97              | 97             | 315           |